# Schwarzbach (Blies)
Der Schwarzbach, im Quellgebiet auch Burgalb, ist ein rund 50 km langer linker Nebenfluss der Blies, an dessen Einzugsgebiet die Länder Rheinland-Pfalz und Saarland Anteil haben. Außer dem größten Teil des Zweibrücker Westrichs entwässert der Schwarzbach mit seinen Zuflüssen den gesamten westlichen Pfälzerwald. Sein Flusssystem ist damit neben dem der Lauter (am Oberlauf Wieslauter), der Queich und des Speyerbachs eines der vier großen dieses Mittelgebirges.

## Geographie

### Verlauf
Der Schwarzbach besitzt drei Quellbäche, die im zentralen Pfälzerwald südlich des Weilers Johanniskreuz und westlich der Wasserscheide zwischen Oberrhein und Mosel entspringen. Die nördlichste der drei Quellen, die auf etwa 432 m Höhe sogleich den 40 m langen und 15 m breiten Burgalbweiher füllt, gilt als Hauptquelle und wird, markiert mit dem Ritterstein 101, als Burgalbsprung bezeichnet. Die südöstliche ist der Pferdsbrunnen auf etwa 438 m Höhe (⊙). Die dritte und südlichste Quelle ist der in 415 m Höhe gelegene Teufelsbrunnen (⊙), der ein 250 m kurzes linkes Nebenbächlein von Süden her zum Bach vom Pferdbrunnen speist. Die drei entspringen im Abstand von allenfalls 1 km nordwestlich, südlich und südwestlich des 527,9 m hohen Steinberg-Gipfels. Der südwärts laufende Quellbach vom Burgalbsprung und der mitsamt seinem längeren Quellast zusammen westwärts fließende Zweig des sogenannten Pferdsbachs, der den Abfluss der beiden anderen Quellen heranführt, vereinen sich nach jeweils rund 1 km Lauf und mit Teileinzugsgebieten von jeweils etwa 2,5 km² auf etwa 370 m Höhe im 30 m langen und 12 m breiten Pferdsbrunnenweiher(⊙) zum Schwarzbach. Die Stelle wird vom Ritterstein 245 als Schwarzbachursprung bezeichnet. 
Das bis 200 m eingetiefte Schwarzbachtal verläuft nördlich und westlich von Leimen in generell südwestlicher Richtung. Der erste große Weiher, den der Schwarzbach durchfließt, ist der 175 m lange und bis zu 45 m breite Schwarzbachtalweiher. Dort mündet auch aus dem Groß-Kirch-Tal von links der Ramschelbach. Später mündet von links der Rauschenbach, und unterhalb des aufgestauten Clausensees folgen von rechts das Hunds- sowie das Dinkelsbächel. Bei Waldfischbach-Burgalben, wo der Schwarzbach das geschlossene Waldgebiet verlässt, mündet von rechts aus Norden die dort rund dreimal so mächtige und 12 km längere Moosalbe, die vor Ort meist Moosalb genannt wird. Beim Weiler Biebermühle fließt von links die Rodalb aus Südosten zu, bei Thaleischweiler-Fröschen von rechts aus Norden die Wallhalb. Über Rieschweiler-Mühlbach, Dellfeld – dort endet das namentliche Schwarzbachtal – und Contwig gelangt der Schwarzbach nach Zweibrücken, wo zunächst von rechts der Auerbach und dann von links der dem Schwarzbach ebenbürtige Hornbach zufließt.
Etwa 1,5 km nach dem Passieren der Grenze zum Saarland mündet der Schwarzbach beim Homburger Stadtteil Einöd von links in die Blies, die nach weiteren 45 km Lauf die Saar erreicht. Am Zusammenfluss führt der Schwarzbach mit 10,7 m³/s etwas mehr als doppelt so viel Wasser wie die Blies, deren Wert oberhalb der Einmündung bei 5 m³/s liegt. An seiner Mündung ist der Schwarzbach wenige Kilometer kürzer als die Blies.
Der 50,5 km lange Lauf Schwarzbachs endet ungefähr 212 Höhenmeter unterhalb seiner Hauptquelle, er hat somit ein mittleres Sohlgefälle von etwa 4,2 ‰.

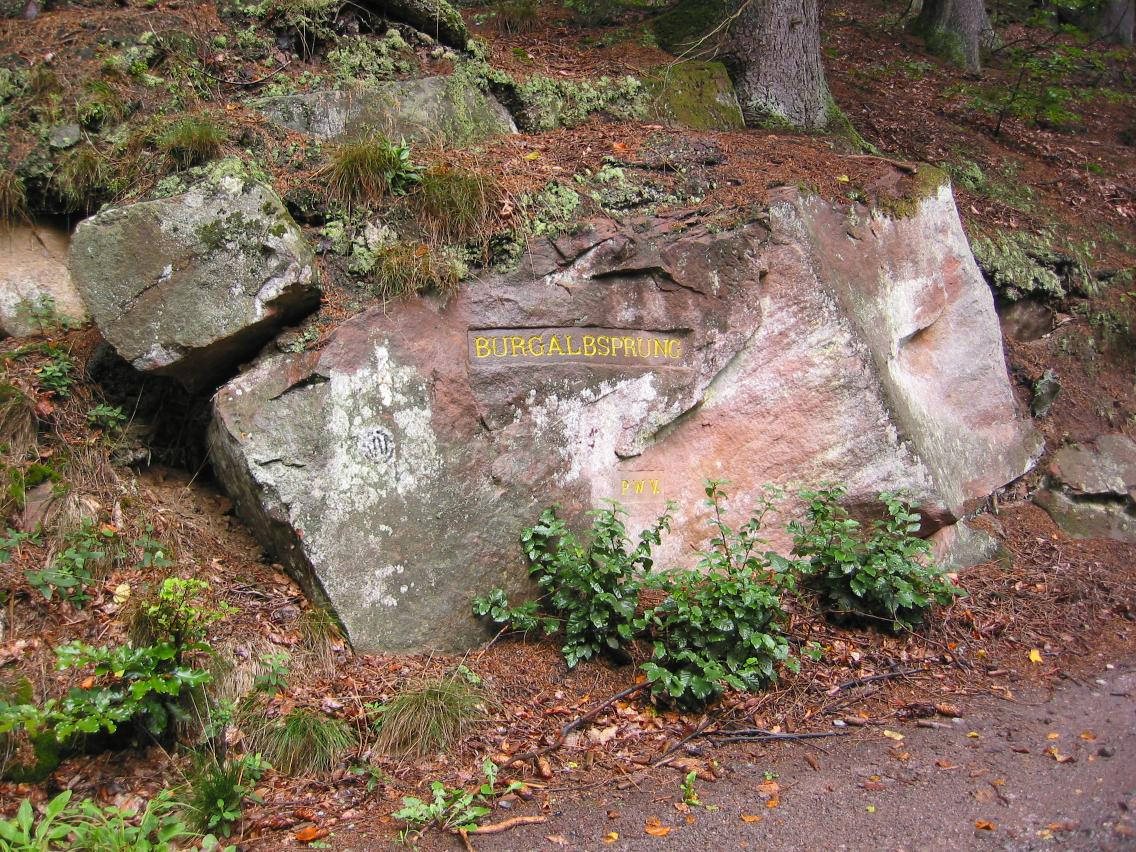
Ritterstein 101: Burgalbsprung
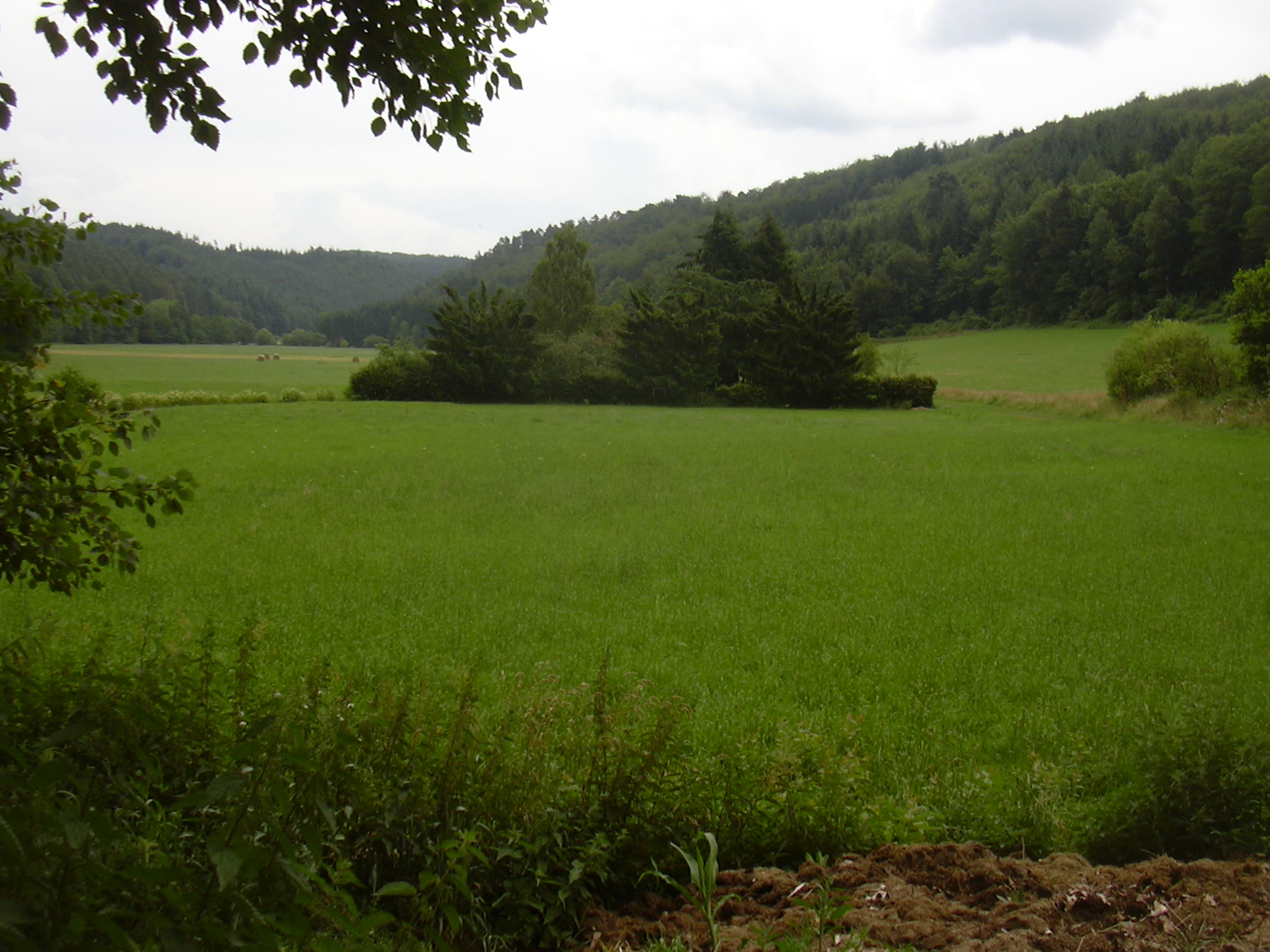
Schwarzbachaue bei Waldfischbach-Burgalben
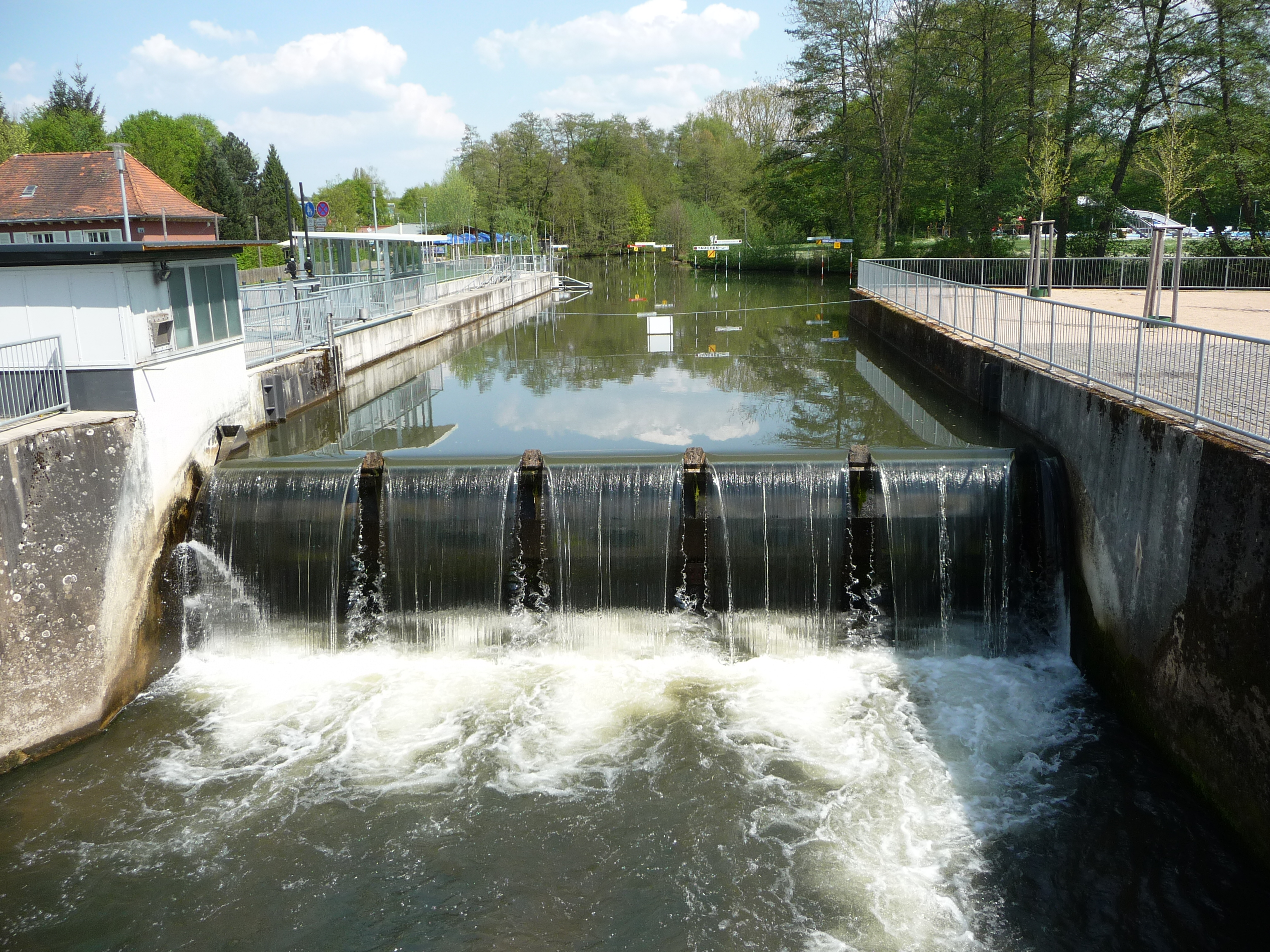
„Schließ“ am Beginn des Schwarzbachkanals
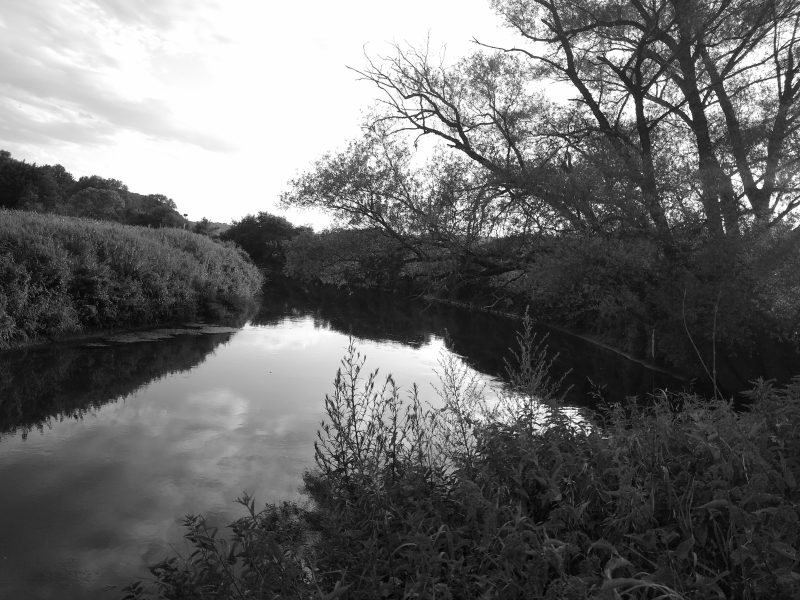
Mündungsbereich des Schwarzbachs in die Blies

### Zuflüsse
Die größeren Zuflüsse des Schwarzbaches sind
Moosalbe (rechts),
Rodalb (links),
Wallhalb (rechts),
Auerbach (rechts) und
Hornbach (links).

## Auensedimente
In den Auen des Schwarzbachs und seiner Nebenbäche lagern insgesamt rund 52,7 Millionen Tonnen sandig-lehmiger Auensedimente, die aus einem durchschnittlichen Bodenabtrag von 9,3 bis 15,5 cm im gesamten Einzugsgebiet resultieren. Als Ursache werden Waldrodung und historische Landwirtschaft angenommen.

## Sehenswürdigkeiten
Sehenswürdigkeiten am Schwarzbach oder auf den Höhen, die ihn umgeben, sind unter Schwarzbachtal aufgeführt.

## Wirtschaft und Infrastruktur

### Wirtschaft
Waren früher die Forstwirtschaft und später auch die Schuhindustrie beherrschende Wirtschaftsbereiche in der Gegend des Schwarzbachs, so dient heute immer mehr der Tourismus als Erwerbsquelle. Insbesondere die Gegend des mittleren Schwarzbachs auf den rund 25 km zwischen dem Clausensee und der Ortsgemeinde Dellfeld wird unter dem Namen Schwarzbachtal vermarktet.

### Verkehr
Mit Ausnahme der ersten knapp 10 km wird der Schwarzbach von öffentlichen Straßen begleitet. Oberhalb von Burgalben ist dies die nach Leimen führende Kreisstraße 32, zwischen Waldfischbach-Burgalben und Biebermühle die Bundesstraße 270 (Kaiserslautern–Pirmasens). Bis Dellfeld verläuft dann die Landesstraße 477, unterhalb die Bundesstraße 10 am Schwarzbach entlang; südlich parallel hierzu wurde in den 1970er Jahren der Abschnitt Zweibrücken–Pirmasens der Autobahn 8 gebaut.
Entlang des Schwarzbachs verläuft zwischen Waldfischbach-Burgalben und Biebermühle die Biebermühlbahn (Kaiserslautern–Pirmasens), zwischen Biebermühle und der Mündung in die Blies die Bahnstrecke Landau–Rohrbach.
Zwischen dem Weiler Biebermühle und der Doppelgemeinde Thaleischweiler-Fröschen wird das Schwarzbachtal überspannt von der 700 m langen und 100 m hohen Schwarzbachtalbrücke, dem längsten Brückenbauwerk der Autobahn 62.
2,5 km nördlich von Rieschweiler-Mühlbach liegt auf der Sickinger Höhe der kleine Flugplatz Pottschütthöhe. Er ist für Flugzeuge, Helikopter und Ballone bis zehn Tonnen zugelassen und wird von drei Luftsportvereinen bedient.